# Kyösti Kylälä
Kyösti Kylälä (rodným jménem Gustaf Georg Adrian Byström, 16. srpna 1868 Salmi – 15. srpna 1936 Viipuri) byl finský konstruktér a vynálezce–samouk.
V roce 1919 patentoval ve Spojeném království vylepšený nástavec nad výfukovým potrubím pro zvýšení účinnosti parních kotlů, zejména lokomotiv.
Později francouzský inženýr André Chapelon tento vynález zdokonalil. Vynález s názvem dyšna Kylchap (zkratka z jmen vynálezců Kyösti Kylälä a André Chapelon) se používal na mnoha francouzských a britských lokomotivách, například na stroji Flying Scotsman i rekordní lokomotivě 4468 Mallard. Využívala ji řada poválečných lokomotiv v Československu (například řady 387.0, 475.1, 477.0, 486.0, 498.0, 498.1 a 556.0).